# Дом Нащокина
Дом Нащо́кина  —  московская художественная галерея, основанная в 1994 году и получившая название по месту первоначального расположения в доме друга Пушкина Нащокина в Воротниковском переулке. В первый период новой российской истории внесла значительный вклад в знакомство москвичей с искусством. Закрылась около 2017 года.

## Деятельность
С самого начала политика галерея нацелена на возвращение в Россию произведений мастеров искусств, покинувших СССР и ставших знаменитыми на Западе. Галерея открылась в мае 1994 года выставкой графики Михаила Шемякина. 

В прошлом году помощник президента Бориса Ельцина по внешнеполитическим вопросам Дмитрий Рюриков подарил своей супруге Наталье особняк в Воротниковском переулке, принадлежавший в своё время другу Пушкина, известному московскому «чудику» Павлу Нащокину. Наталья Рюрикова тут же открыла в нем художественную галерею «Дом Нащокина», спонсором которой выступает находящийся под покровительством очень влиятельных господ банк «Империал». Неудивительно, что на вернисажи, периодически устраиваемые г-жой Рюриковой, считают за честь быть приглашёнными первые лица российской политической элиты.
— Игорь Дудинский, «Мегаполис-Экспресс» 14 июня 1995
Журналист, не разбиращийся в нонконформизме, ядовито писал о галерее: «Хозяйка галереи проводит последовательную художественную политику, ориентированную на вкусы и запросы современных отечественных нуворишей. За год существования в «Доме Нащокина» состоялись выставки Олега Целкова, Дмитрия Плавинского и Михаила Шемякина — живописцев, объединенных «слащаво»-консервативной эстетикой и «салонно-офисным» подходом к творчеству».
Благодаря персональным выставкам галереи россияне получили возможность впервые познакомиться с творчеством после эмиграции таких художников, как Михаил Шемякин (две выставки), Эрнст Неизвестный, Юрий Купер и других. Впервые в России было показано творчество мексиканской художницы Фриды Кало. Не ограничиваясь мастерами изобразительного искусства, «Дома Нащокина» — также впервые в России — предоставил свои залы фотовыставкам, посвященным Лени Рифеншталь, Марлен Дитрих, Мэрилин Монро и Рудольфу Нурееву.

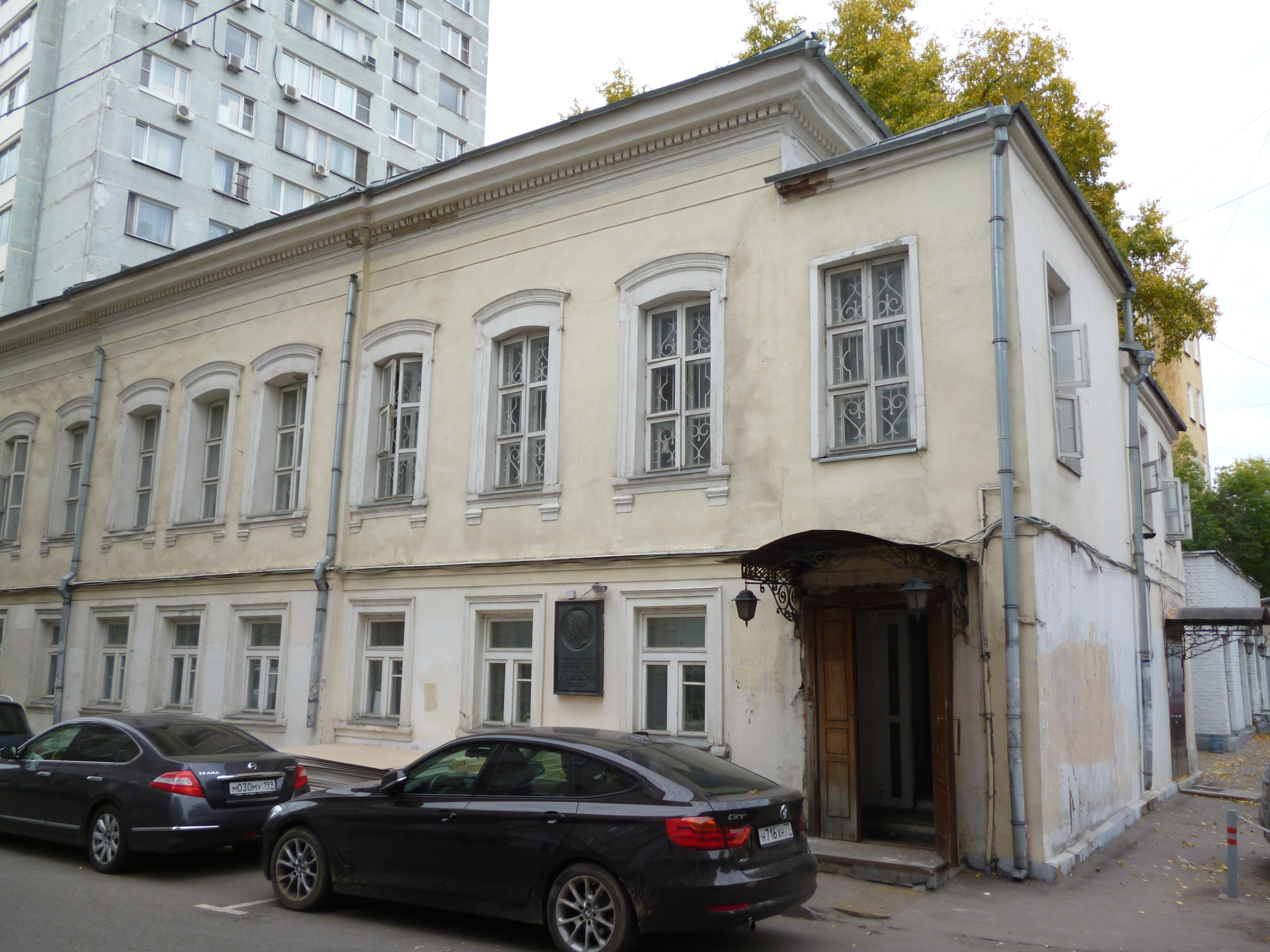
Воротниковский пер., 12, стр. 1

Галерея также устраивала выставки произведений русского искусства XVIII — начала XX века: выставки «Придворный портрет XVIII века«, «Русский романтизм», «Зинаида Серебрякова», «Валентин Серов». В 2001 году в галерее экспонировался «Нащокинский домик».

Умение связать разорванную нить времен — одна из отличительных черт политики галереи «Дом Нащокина».<…> Другая черта галереи — умение соединять не только эпохи, но и муз.
 …в эпоху индивидуализма «Дом Нащокина» остаётся местом, где живет дух дружбы и единения. Определяемый не цветом кожи или разрезом глаз, а человеческой щедростью и любовью к культуре.
— Жанна Васильева, «Российская газета» 2009

### Выселение

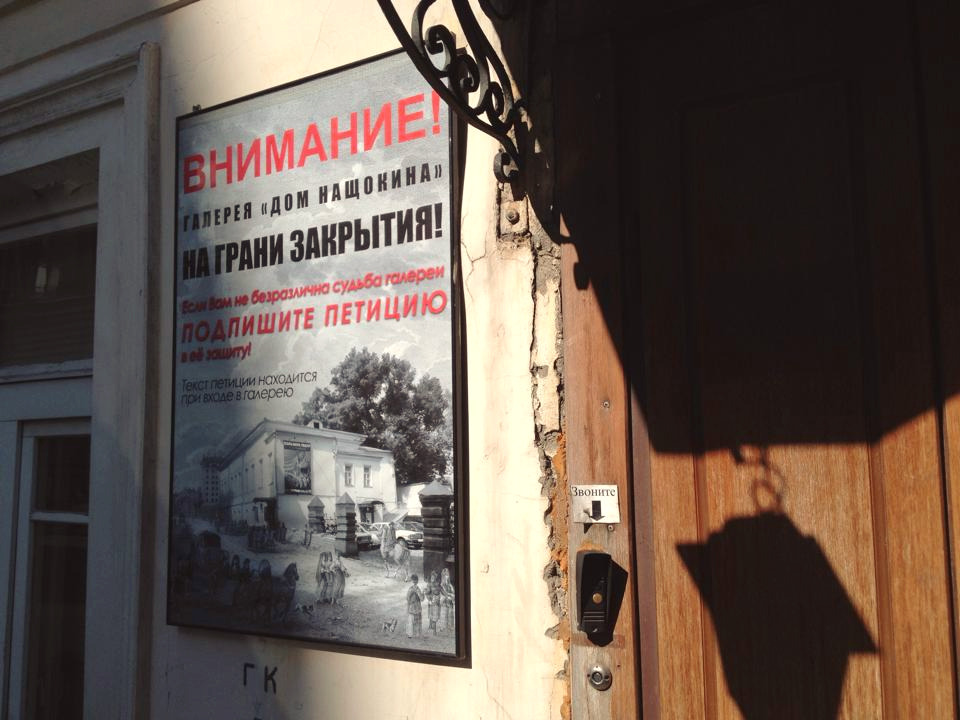
Воззвание на входе галереи.
июль 2014

В марте 2014 году по имущественному иску Министерства культуры РФ был начат процесс выселения галереи, место освобождалось для размещения здесь Фонда кино. Минкульт обвинил Рюрикову, в частности, в «коррупции» — за то, что под крышей того же особняка работала редакция журнала «Киносценарии» (не имевшего государственного финансирования и главным редактором которого она также была с 1989 года), и галерея будто бы работала за счёт финансирования журнала. Рюрикова подала в суд, который длился год. По решению арбитражного суда Москвы позже Минкульт поместил на своем официальном сайте опровержение этих обвинений. 
В июне 2015 года галерея открылась по новому адресу — ул. Покровка 3/7 стр. 1, представив выставку «Возрождение» — картины и скульптуры 15-ти современных художников: Владимира Любарова, Татьяны Назаренко, Ивана Лубенникова, Александра Рукавишникова, Михаила Дронова, Виктора Корнеева и других.

### Круг художников галереи
Азам Атаханов, Андрей Балашов, Валерий Башенин, Ольга Булгакова, Владимир Вейсберг, Гаянэ, Наталья Глебова, Тонино Гуэрра, Михаил Дронов, Валерий Епихин, Анатолий Зверев, Илья Кабаков, Фрида Кало, Виктор Корнеев, Дмитрий Краснопевцев, Юрий Купер, Иван Лубенников, Владимир Любаров, Никита Медведев, Татьяна Назаренко, Даши Намдаков, Лариса Наумова, Эрнст Неизвестный, Наталья Нестерова, Игорь Обросов, Андрей Пашкевич, Пётр Пашкевич, Александр Петров, Дмитрий Плавинский, Андрей Ремнёв, Александр Рукавишников, Виктор Русанов, Анастасия Рюрикова-Саймс, Вадим Сидур, Александр Ситников, Василий Ситников, Лев Табенкин, Нателла Таидзе, Артур Фонвизин, Рустам Хамдамов, Олег Целков, Михаил Шварцман, Михаил Шемякин, Наталья Шнейдорова, Эдуард Штейнберг, Владимир Яковлев и не только.

## Комментарии
1. ↑  Галерея существовала по договору аренды с Госкомимуществом.